# Kokusai Ki-76
El Kokusai Ki-76 fue un monoplano de aplicaciones generales como misiones de observación para la artillería y enlace que sirvió durante la Segunda Guerra Mundial. El nombre código aliado era "Stella".

## Diseño y desarrollo

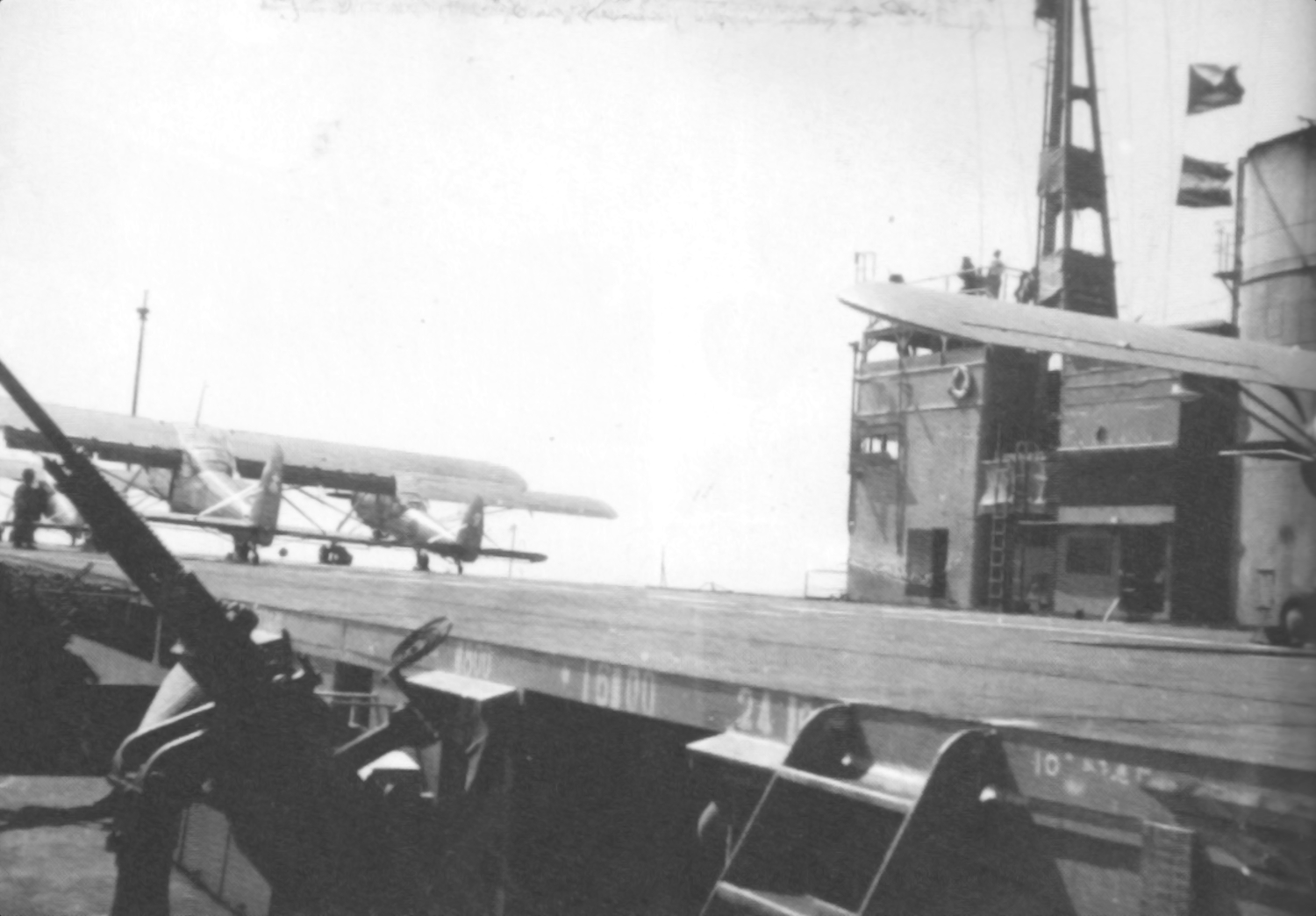
Aviones Kokusai Ki-76 sobre la cubierta del Akitsu Maru

En 1940, el Servicio Aéreo del Ejército Imperial Japonés ordenó a Nippon Koku Kogyo producir un avión observador de artillería que también sirviese como avión de enlace. El Ki-76 resultante estaba inspirado por las características del Fieseler Fi 156 "Storch", alemán, sin embargo, no era una copia de este. Como el Storch, era un monoplano de ala alta con tren de aterrizaje fijo. Sin embargo en lugar de los flaps de muesca  usados en el avión alemán, el Ki-76 usaba los de tipo Fowler; además de usar un motor radial Hitachi Ha-42 en vez del motor en línea en V invertida Argus As 10 del Storch. Sus prestaciones generales, tanto en vuelo como en tierra, eran mejores que las del avión alemán, a excepción de la carrera de aterrizaje.
El primer vuelo fue en mayo de 1941, en el que el Ki-76 probó ser exitoso frente a un ejemplar del Fi-156, siendo ordenada su entrada en producción como  Avión de Mando y Enlace del Ejército en noviembre de 1942.

## Historia operacional
El Ki-76 permaneció como avión de enlace y reglaje de artillería hasta el final de la guerra. Los Ki-76 también fueron usados en misiones antisubmarinas operando una pequeña cantidad desde el portaviones Akitsu Maru, para ello fueron modificados con un gancho de apontaje y la capacidad de trasportar dos cargas de profundidad de 60 kg (132 lb).

## Operadores
Imperio del Japón
- Fuerza Aérea del Ejército Imperial Japonés

## Especificaciones (Ki-76)
Referencia datos: 

### Características generales
- Tripulación: 2
- Longitud: 9,65 m
- Envergadura: 15,00 m
- Altura: 2,9 m
- Superficie alar: 29.4 m²[6]
- Peso vacío: 1.110 kg[6]
- Peso cargado: 1.530 kg[6]
- Planta motriz: 1× Motor radial Hitachi Ha-42.
  - Potencia: 231 kW 310 cv
- Hélices: 1× 1 por motor.

### Rendimiento
- Velocidad nunca excedida (Vne): 178 km/h
- Alcance: 750 km
- Techo de vuelo: 5.630 m

### Armamento
- Ametralladoras: 1× 7.7 mm (0.303 in)en la cabina trasera
- Otros: 2 * carga de profundidad 60 kg (132 lb)